# Dachang
Dachang (en chino, 大厂; pinyin, Dàchǎng) es un condado autónomo bajo la administración directa de la ciudad-prefectura de Langfang. Se ubica en la provincia de Hebei, este de la República Popular China. Su área es de 175 km² y su población total para 2010 superó los 118 mil habitantes. 

## Administración
El condado autónomo de Dachang se divide en 6 pueblos que se administran en 1 subdistrito y 5 poblados.

## Toponimia
Durante el período Hongwu (洪武) de la dinastía Ming (1368-1397), la familia real instaló aquí una granja de caballos, comúnmente conocida como la "gran granja" (大场 Dachang). Con la recuperación de la tierra y la cosecha de cultivos surge un Dachang (打场 'trillar el campo') así que se buscó un sonido homofono y se convierte gradualmente en Dachang que significa "la gran fábrica" .
Como las otras regiones autónomas, se caracteriza por estar asociada a un grupo étnico minoritario, en este caso, los hui. La región recibió la condición de "autónomo" cuando se estableció el Condado autónomo hui de Dachang en octubre de 1952.